# Glen Lyon (dal)
Glen Lyon är en dal i Storbritannien.   Den ligger i kommunen Perth and Kinross och riksdelen Skottland, i den nordvästra delen av landet, 600 km nordväst om huvudstaden London.